# Diego Forlán
Diego Forlán Corazo (Montevideo, 19 maggio 1979) è un allenatore di calcio ed ex calciatore uruguaiano con cittadinanza spagnola, di ruolo attaccante.
Considerato uno dei più forti giocatori uruguaiani di sempre, nel 2012 la rivista inglese The Guardian lo ha inserito nella lista dei 100 migliori giocatori in attività. È stato presente, per tre edizioni di fila, nella lista del Pallone d'oro FIFA: nel 2009 (quando si chiamava ancora Pallone d'oro), nel 2010 (in cui si classifica 5º) e nel 2011.
Ha vinto due volte il titolo Pichichi (nel 2004-2005 con il Villarreal con 25 gol, e nel 2008-2009 con l'Atlético Madrid con 32 gol) e due volte la Scarpa d'oro (sempre nel 2005 e nel 2009). Forlán ha ricevuto il premio di Miglior giocatore del Mondiale a Sudafrica 2010, dove ha segnato 5 reti portando l'Uruguay al quarto posto. Inoltre, nello stesso mondiale, è stato inserito nell'All star team. Campione del Sud America nel 2011 con la Celeste, con cui ha militato dal 2002 al 2014, è il terzo cannoniere di tutti i tempi con 36 gol in 112 partite.
Forlán inizia nelle giovanili del Peñarol nel 1990, del Danubio fino al 1994 e dell'Independiente dove esordisce nel 1998. Poi dal 2002 al 2004 ha militato nel Manchester Utd in Inghilterra con il quale vince la Premier League 2003, la Community Shield 2003 e l'FA Cup 2004. Con i Red Devils segna 10 gol in 63 partite. Si trasferisce in Spagna dove gioca prima nel Villarreal, con il quale segna 54 gol in 106 gare, poi passa nel 2007 all'Atletico Madrid dove vince l'Europa League 2010. Con i Colchoneros Forlán in 134 partite segna 74 gol. Nell'estate del 2011 arriva in Italia, nell'Inter dove segna 2 gol in 20 gare. Dal 2012 al 2013 gioca in Brasile con l'Internacional (dove vince il Campionato Gaúcho 2013), poi si trasferisce nel gennaio 2014 in Giappone nel Cerezo Osaka. Nel 2015 torna in patria dopo 21 anni per giocare nel Peñarol.
Con l'Uruguay ha giocato in carriera 3 Mondiali: nel 2002, nel 2010 e nel 2014. Ha partecipato anche alla Coppa America nel 2004 (terzo posto), nel 2007 e nel 2011 (edizione vinta). Ha giocato anche con la Celeste il Mondiale Under-20 del 1999, il campionato sudamericano Under-20 del 1999 (ottenendo il secondo posto) e la FIFA Confederations Cup 2013.

## Biografia
Forlán è figlio e nipote d'arte: il padre Pablo era un terzino del Peñarol e poi del San Paolo e giocò anche con la nazionale uruguaiana ai Mondiale del 1974, mentre il nonno Juan Carlos Corazzo era una colonna dell'Independiente negli anni trenta, quando aveva giocato al fianco degli zii di Ricardo Bochini e José Pastoriza. Appassionato di lingue, ha frequentato il Barrio Carrasco di Montevideo — studiandovi italiano, inglese e francese — per poi diplomarsi a diciott'anni.
Forlán iniziò a giocare a tennis (mancino anche se destro di piede) prima di dedicarsi al calcio. Membro fondatore della Fundación Alejandra Forlán, guidata da sua sorella minore, Forlán qui si esprime sui pericoli della guida pericolosa. Nel 1991, infatti, Alejandra ha subito un incidente stradale in cui ha perso il suo fidanzato e rimase paralizzata come risultato. Diego Armando Maradona ha incontrato il padre di Forlán durante quel tempo e lo aiutò a raccogliere fondi per il trattamento di sua figlia. Essa è diventata, come la sua famiglia, una parte integrante della sua ispirazione per giocare a calcio.
Nel 2009 Forlán è apparso in un video musicale del cantante argentino Coti accanto a Maxi Rodríguez, suo compagno nell'Atlético Madrid. Negli anni della militanza in Spagna, è entrato in possesso anche della cittadinanza spagnola. Alla fine del 2013 si è sposato con Paz Cardoso. È soprannominato Rubio e Cacha per la somiglianza con Cachavacha, celebre strega dei cartoni animati del suo paese.

## Caratteristiche tecniche

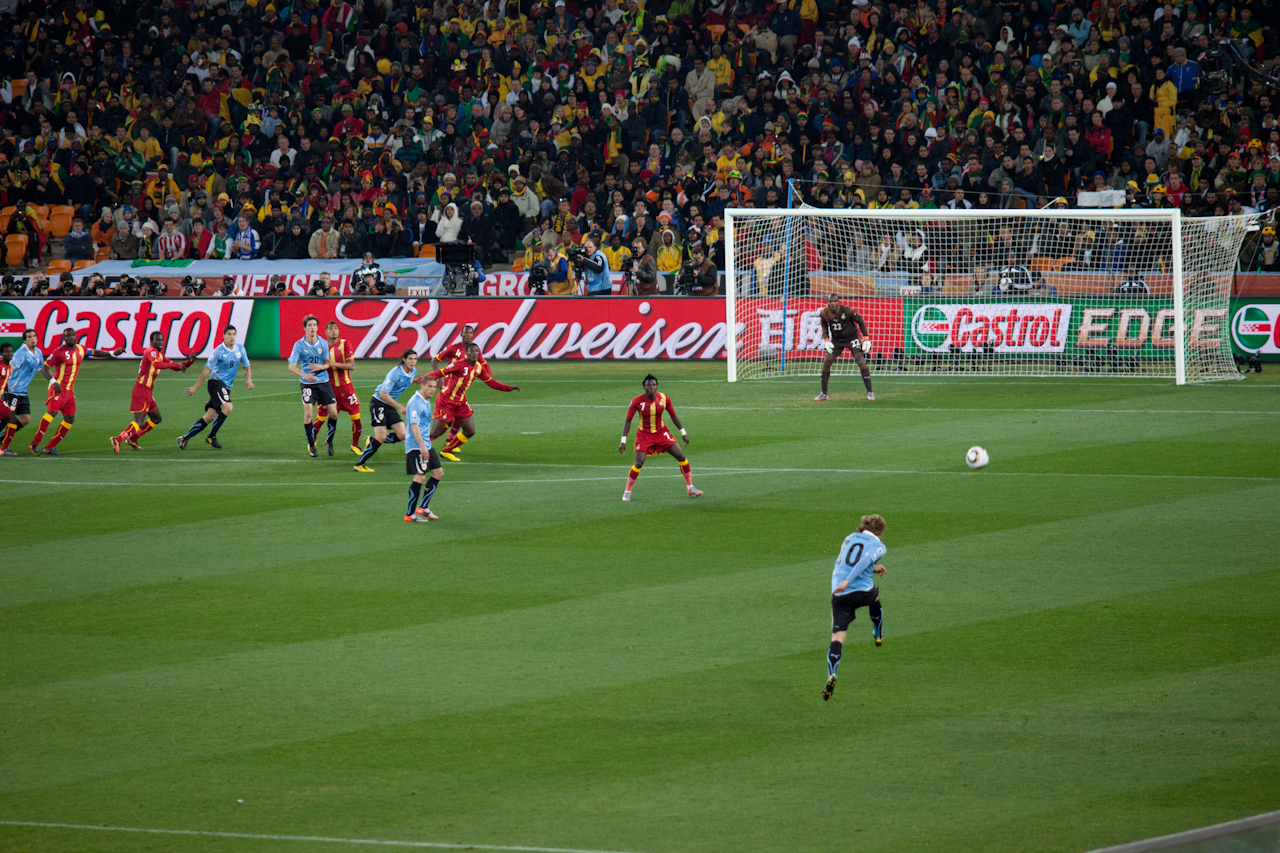
Forlán mentre batte un calcio di punizione, una delle sue specialità.

Forlán è un attaccante veloce, completo e versatile, in grado di ricoprire il ruolo di prima punta ma anche attaccante esterno e trequartista. Non è quindi una punta classica: parte spesso dalle fasce, pur non possedendo le caratteristiche dell'esterno offensivo.
Calcia indifferentemente con entrambi i piedi e con i tiri dalla distanza sa essere decisivo sia dall'interno che dall'esterno dell'area. È inoltre abile nel calciare le punizioni, distinguendosi poi per la freddezza dal dischetto. In aggiunta alla sua capacità gol, Forlán è dotato di una buona capacità tecnica e controllo della palla, così come una buona visione di gioco che gli permette di giocare anche per la squadra, come uomo assist.
Forlán è stato spesso acclamato per la sua leadership durante la carriera.

## Carriera

### Giocatore

#### Club

##### Giovanili e inizi con l'Independiente
Dopo aver praticato il tennis, ha iniziato a giocare a calcio nelle giovanili del Danubio e del Peñarol, squadre della sua città natale Montevideo.
Dopo non aver superato un provino con la squadra francese del Nancy di László Bölöni, Forlán si trasferì in Argentina all'Independiente di Avellaneda. Con i Diablos Rojos esordì nel 1998 all'età di 19 anni segnando gol con continuità. A fine esperienza le reti saranno 37 in 80 partite.

##### Manchester United
Il 22 gennaio 2002 viene acquistato dal Manchester United di Sir Alex Ferguson, per circa € 11 milioni (£ 6,9 milioni). Sceglie di indossare la maglia numero 21. Fa il suo debutto il 29 gennaio subentrando al 76º ad Solskjær, nella vittoria esterna per 4-0 contro il Bolton. Gioca la prima gara da titolare il 6 marzo, nella vittoria 4-0 casalinga contro il Tottenham. Nella stagione 2001-2002, Forlán disputa 13 gare in Premier League e 5 in Champions League senza mai andare in rete.
Nella nuova stagione con i Red Devils Forlàn esordisce il 18 settembre entrando al 56º al posto di Ryan Giggs, nella gara di Champions League contro il Maccabi Haifa (5-2), realizzando un gol su rigore all'89'. Il suo primo gol in Premier League arriva dopo otto mesi e 27 gare: è stata la rete che ha consentito di pareggiare al 77º in casa 1-1 contro l'Aston Villa, il 26 ottobre. Il 1º dicembre, ha segnato la sua prima doppietta con il Manchester United con gol nei minuti 64º e 67º nel 2-1 ai danni dei rivali del Liverpool. Con il Manchester United, al termine della stagione, conquista il titolo. Forlán ha segnato 6 gol che gli permettono di essere il terzo miglior marcatore dei Red Devils dopo Ruud van Nistelrooij e Solskjær.
Nella stagione 2003-2004 conquista l'FA Cup battendo il Millwall per 3-0 nella finale del 22 maggio.
All'inizio della stagione 2004-2005 disputa la finale di Community Shield, nella sconfitta 3-1 contro l'Arsenal l'8 agosto. La sua ultima partita con lo United è stata la prima partita di Premier League 2004-2005 del 15 agosto, gara persa per 1-0 contro i Blues. Lascia la squadra a settembre, chiuso in attacco con l'arrivo in rosa di Wayne Rooney.
Con il Manchester United, arriva ad un totale di 17 gol in 98 gare. Ha inoltre conquistato la Premier League nel 2002-2003 e l'FA Cup nel 2003-2004.

##### Villarreal
Il 21 agosto 2004 si trasferì al Villarreal, nonostante avesse espresso il desiderio di giocare per l'Athletic Bilbao, la squadra per cui tifa.
Il debutto con El Submarino Amarillo nella stagione 2004-2005 è targato 30 agosto, nella gara contro i rivali del Valencia. Nella medesima partita, terminata 2-1 per i valenciani, va in gol al minuto 77. Nella vittoria per 3-0 in casa contro il Barcellona, il 9 gennaio 2005, realizzerà una doppietta. Il 22 maggio ha segnato la sua prima tripletta con un club europeo nel 3-3 contro i futuri campioni del Barcellona. Il Villarreal conclude il campionato con il terzo posto, che consente al Submarino di qualificarsi per la Champions League per la prima volta nella storia del club. In questa stagione, vinse il trofeo Pichichi con 25 reti in 36 giornate ed inoltre Forlán vinse la Scarpa d'oro ex aequo con il francese Thierry Henry.
La sua media gol diminuisce sensibilmente nella stagione 2005-2006 ma, nonostante ciò, arriva con la squadra in semifinale di Champions League 2005-2006 (risultato storico per il club), venendo però eliminato dall'Arsenal.
Nella stagione 2006-2007 segnò 19 reti in 36 partite arrivando quarto nella classifica marcatori.

##### Atlético Madrid

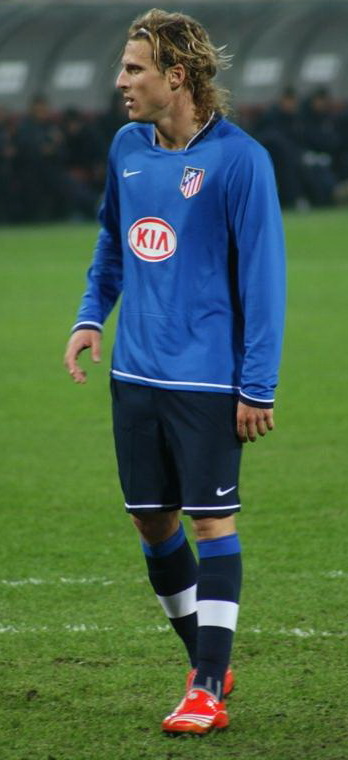
Forlán nel 2007, con la maglia dell'Atlético Madrid.

Il 30 giugno 2007, conclusa l'esperienza con il Villarreal, viene ingaggiato dall'Atlético Madrid per 21 milioni di € circa. Nel maggio 2008 contribuisce alla qualificazione dell'Atlético per la Champions League (per la prima volta in oltre un decennio), segnando il gol della vittoria contro il Deportivo La Coruna. Ha concluso la sua prima stagione a Madrid con 23 gol, formando un'ottima coppia d'attacco con l'argentino Sergio Agüero.
Il 9 maggio 2009, Forlán realizza due gol contro l'Espanyol che consentono all'Atlético di qualificarsi in Champions League per il secondo anno consecutivo. Nel corso della stagione ha siglato gol cruciali nelle vittorie su Barcellona, Villarreal e Valencia. Il 23 maggio realizza una tripletta contro l'Athletic Bilbao, che gli consente di vincere il premio Pichichi, con 32 reti in 33 partite; inoltre viene premiato con la Scarpa d'oro vincendola così per la seconda volta.

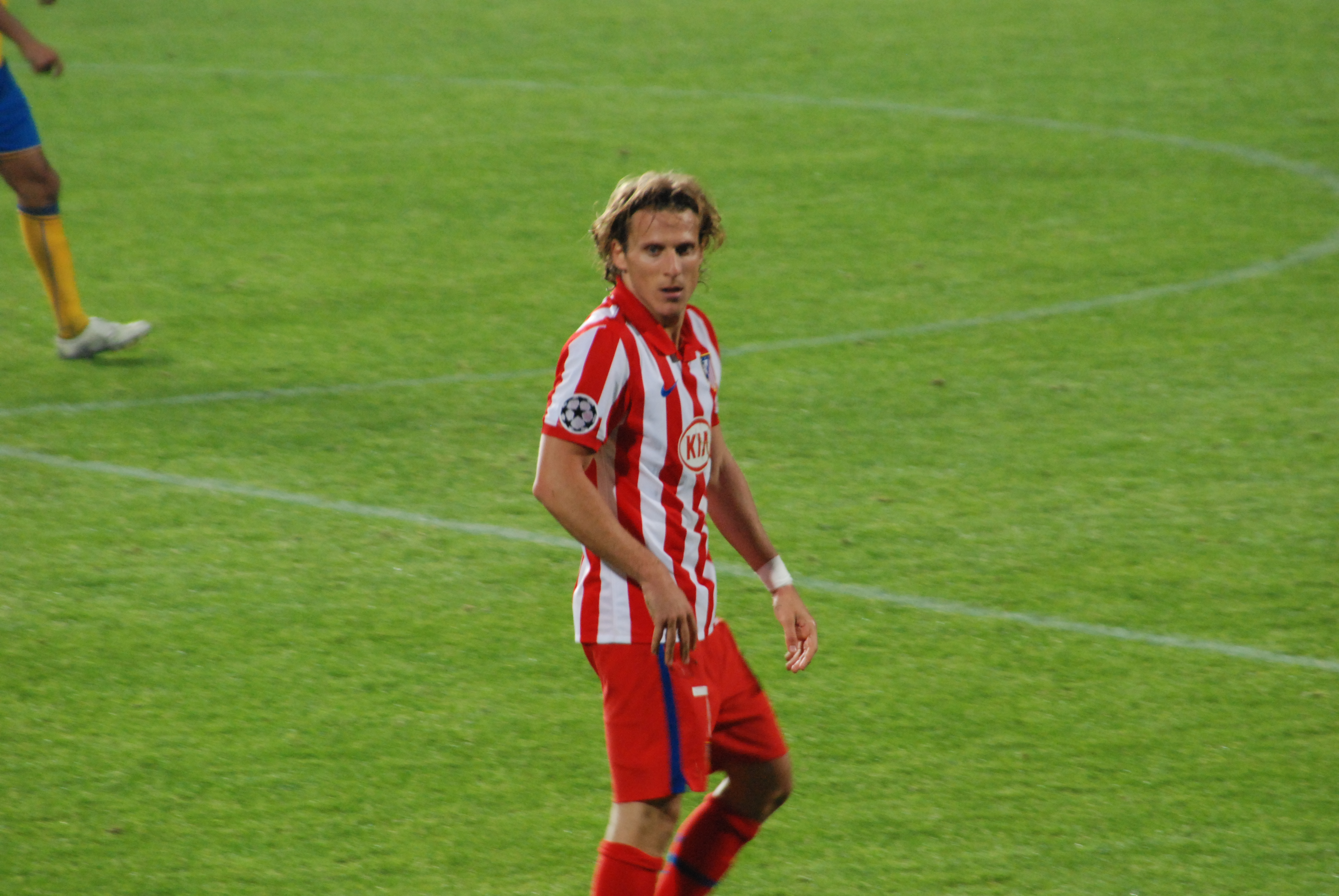
Diego Forlán con i Colchoneros nella stagione 2009-2010.

Nella stagione 2009-2010, iniziata con risultati deludenti della squadra e prestazioni non convincenti del giocatore, il tecnico Abel Resino viene sostituito Quique Sánchez Flores. I Colchoneros raggiungono in seguito la finale sia della prima edizione dell'Europa League, sia della Copa del Rey. Il 22 aprile 2010, Forlán mette a segno l'unico gol della partita nella semifinale d'andata di Europa League in casa contro il Liverpool; una settimana dopo realizza durante i tempi supplementari il gol del 2-1 che consente all'Atlético di raggiungere la finale grazie ai gol in trasferta. Nella finale del 12 maggio, che si gioca al Volksparkstadion di Amburgo, Forlán contribuisce con una doppietta alla vittoria dell'Atlético contro il Fulham. Al termine della gara si aggiudica la palma di uomo partita, essendo risultato decisivo ai fini del risultato. Conclude la sua terza stagione con un totale di 28 gol, di cui 6 decisivi nel cammino che ha portato l'Atlético a vincere l'Europa League.
La stagione 2010-2011 inizia il 27 agosto, quando contribuisce alla vittoria della Supercoppa Europea ai danni dell'Inter, gara terminata 2-0. Anche in quest'inizio di stagione, Forlán inizia a rilento e, nonostante trovi la rete nelle prime due partite di campionato, ha poi smesso di segnare nelle successive 12 partite in tutte le competizioni. Realizza al termine della stagione 8 gol in 32 gare di campionato, 10 in 42 totali.

##### Inter
Nell'agosto 2011, dopo aver disputato i turni preliminari dell'Europa League con i madrileni, viene acquistato dall'Inter per sopperire alla partenza di Eto'o; ereditando anche il suo numero, la 9. Le presenze in Europa con l'Atlético Madrid ne impediscono l'utilizzo durante la fase a gironi di Champions League, circostanza ignorata dalla società che in un primo momento lo aveva erroneamente tesserato. Il debutto in Serie A avviene l'11 settembre, segnando anche un gol nella sconfitta esterna (4-3) con il Palermo. Malgrado un discreto avvio, il suo apporto è limitato dall'infortunio subìto con la Nazionale nel mese di ottobre.
Tornato a giocare in inverno, non riesce ad incidere. Conclusa la stagione con due reti all'attivo, all'apertura del mercato rescinde il proprio contratto con i nerazzurri.

##### Internacional
Dopo l'esperienza italiana, si trasferisce ai brasiliani dell'Internacional. Il 28 luglio 2012 esordisce con il club brasiliano contro il Vasco da Gama. Il 3 settembre realizza una doppietta nel 4-1 al Flamengo, tornando così a segnare dopo sei mesi.
L'avventura carioca coincide con la ripresa dell'attaccante, decisivo per la vittoria del campionato cui contribuisce con 9 reti. Nel gennaio 2014 rescinde dall'accordo con la società.

##### Cerezo Osaka e ritorno al Peñarol
Il 23 gennaio 2014, dopo essersi svincolato dall'Internacional, si trasferisce alla squadra giapponese Cerezo Osaka. Esordisce con la nuova maglia subentrando a metà del secondo tempo della prima partita della fase a gironi dell'AFC Champions League contro il Pohang Steelers, nella gara terminata 1-1. Segna il suo primo gol per il Cerezo nella vittoria 4-0 contro il Buriram United, in una partita della stessa competizione. Il 12 aprile Forlán segna due gol nel derby tra Osaka e i rivali del Gamba Osaka. Segna il gol decisivo contro lo Shandong Luneng il 23 aprile, rete che permette alla sua squadra di accedere alla fase a eliminazione diretta della AFC Champions League. Nonostante ciò, il Cerezo Osaka viene eliminato al primo turno dal Guangzhou Evergrande, perdendo 5-1 in casa nella gara di andata, sconfitta parzialmente addolcita da un 1-0 esterno, insufficiente per ribaltare il risultato dell'andata. Nella stagione successiva il Cerezo si trova in J. League Division 2, in seguito alla retrocessione dell'anno prima. Forlán segna la sua prima tripletta in Giappone contro il Kyoto Sanga, il 29 aprile, nella gara terminata 3-0. Il 22 giugno 2015 rescinde il contratto con la società giapponese.
Il 9 luglio 2015 torna in patria in Uruguay, dopo 21 anni, al Peñarol. Nella sua unica stagione al club, ha segnato otto gol in 31 presenze. Il 14 giugno 2016, in una conferenza stampa, annuncia il suo addio alla squadra uruguayana.

##### Mumbai City e Kitchee

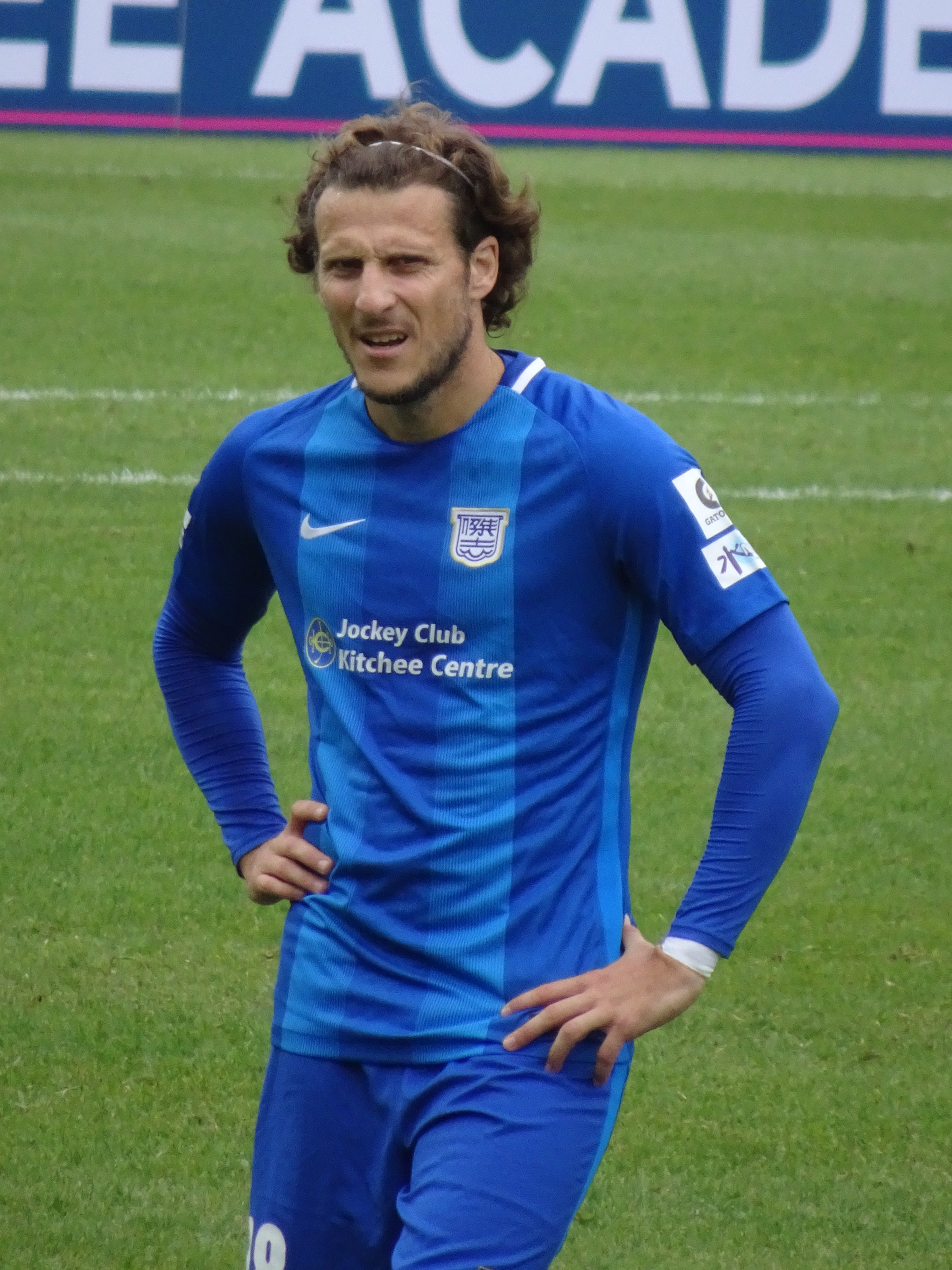
Forlán nel 2018 con la maglia del.

Nell'agosto 2016 Forlán firma un accordo di tre mesi con il Mumbay City, club dell'Indian Super League. Il Mumbai è arrivato primo in classifica ed è passato alla semifinale dei play-off dove avrebbe affrontato l'ATK. Dopo aver subito un gol in apertura, il Mumbai ha pareggiato e subito si è portato in vantaggio grazie ai colpi di testa di Léo Costa e Gerson Vieira. In entrambi i casi i calci di punizione sono stati calciati da Forlán. Ha ricevuto un cartellino rosso nel secondo tempo quando l'ATK ha vinto la partita 3–2. Al termine della stagione regolare, rimane svincolato.
Il 4 gennaio 2018 passa a parametro zero al Kitchee, club militante nella Hong Kong Premier League. Debutta il 14 gennaio subentrando all'88º minuto nel match pareggiato per 2-2 contro il Southern District. Segna i suoi primi due gol nell'incontro vinto per 7-0 contro l'Hong Kong Rangers. Realizza una tripletta nella vittoria per 5-1 contro il Lee Man FC nella partita successiva. Gioca nella vittoria per 1-0 del Kitchee contro il Kashiwa Reysol nella AFC Champions League 2018, aiutando la sua squadra a diventare il primo club di Hong Kong a vincere una partita nella storia della AFC Champions League. Il 13 maggio 2018 disputa la sua ultima partita con il club, presentandosi nei primi 56 minuti di una vittoria per 2-0. Conclude la stagione con 5 reti in 7 partite, vincendo la Hong Kong Premier League.
Il 7 agosto 2019 annuncia il suo ritiro dal calcio giocato con un totale di 311 reti in 813 partite.

#### Nazionale

##### 1999-2007
Con la nazionale Under-20 uruguaiana, Forlán gioca il Mondiale Under-20 del 1999 e il campionato sudamericano Under-20 del 1999 (dove ottiene il secondo posto). Ha esordito in nazionale maggiore il 27 marzo 2002, in un'amichevole contro l'Arabia Saudita. Nella stessa gara ha segnato il suo primo gol con la maglia della Celeste.

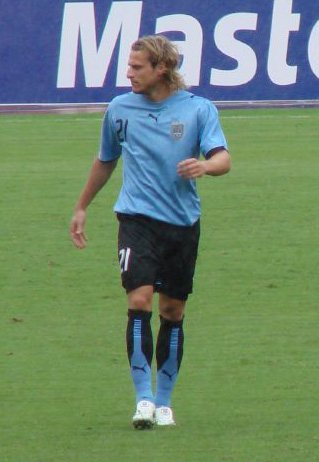
Forlán nella Copa America del 2007 in Venezuela.

Il tecnico dell'Uruguay Víctor Púa inserisce il giovane Forlán tra i convocati in nazionale per il Mondiale 2002, in Corea del Sud-Giappone, nonostante non sia un titolare e conti solo 4 presenze con la nazionale maggiore. Viene considerato dal tecnico la quarta scelta in attacco, dopo Álvaro Recoba, Sebastián Abreu e Darío Silva. Decide di indossare la maglia numero 21. Dopo aver saltato le prime due gare del girone (sconfitta per 2-1 contro la Danimarca e 0-0 con la Francia), Forlán gioca solo l'ultima gara del girone, subentrando nel corso del secondo tempo al posto di Abreu e segnando anche una rete nel 3-3 contro il Senegal. Il suo gol, arrivato sul 3-1 per gli africani, darà il via alla rimonta uruguaiana, che riuscirà a pareggiare i conti con Recoba su rigore. Nonostante il risultato di parità, l'Uruguay verrà eliminato dal Mondiale al termine della fase a gruppi, terminando il girone con soli 2 punti. In questo mondiale, Forlán e Youri Djorkaeff erano, rispettivamente, giocatori di Uruguay e Francia che si sono incontrate ai mondiali del 2002, nel gruppo A. Curiosamente, i loro rispettivi padri, Pablo e Jean, hanno partecipato alla partita tra Uruguay e Francia ai mondiali del 1966 sempre nel girone A.
Nell'estate 2004 viene convocato per disputare per la prima volta la Coppa America, in programma in Perù. Decide di indossare la maglia numero 21. La manifestazione inizia poco prima del suo trasferimento dal Manchester United al Villarreal. Disputa tutte e sei le partite dell'Uruguay nella rassegna, in cui, sotto la direzione di Jorge Fossati, la Celeste si classifica terza. L'unico gol di Forlán giunge nella vittoria per 2-1 contro l'Ecuador, unico successo per l'Uruguay, che si qualifica la turno seguente grazie alla terza posizione nel girone.
Viene poi inserito nella lista dei 23 convocati per la Coppa America 2007, che si svolge in Venezuela. Sceglie di indossare la maglia numero 21. La convocazione per la competizione arriva poco dopo il suo trasferimento dal Villarreal a Atlético Madrid. Forlán non segna in nessuna gara del gruppo A, ma la Celeste avanza al turno successivo come terza in classifica nel proprio raggruppamento, perdendo per 3-0 contro il Perù, battendo la Bolivia per 1-0 e pareggiando 0-0 con i padroni di casa. L'Uruguay incontra di nuovo il Venezuela nel primo quarto di finale, il 7 luglio. Forlán, in questa gara, mette a segno due gol (uno al 38º e uno nei minuti di recupero), contribuendo al successo per 4-1. Nella semifinale contro i futuri vincitori del Brasile, Forlán pareggia il gol di Maicon dopo 36 minuti; la partita si conclude sul 2-2 e l'Uruguay perde per 5-4 ai rigori, con Forlán che sbaglia il primo tiro dal dischetto. Il cammino dell'Uruguay si interrompe perciò in semifinale, con Forlán autore di 2 reti in 6 gare.

##### 2008-2011

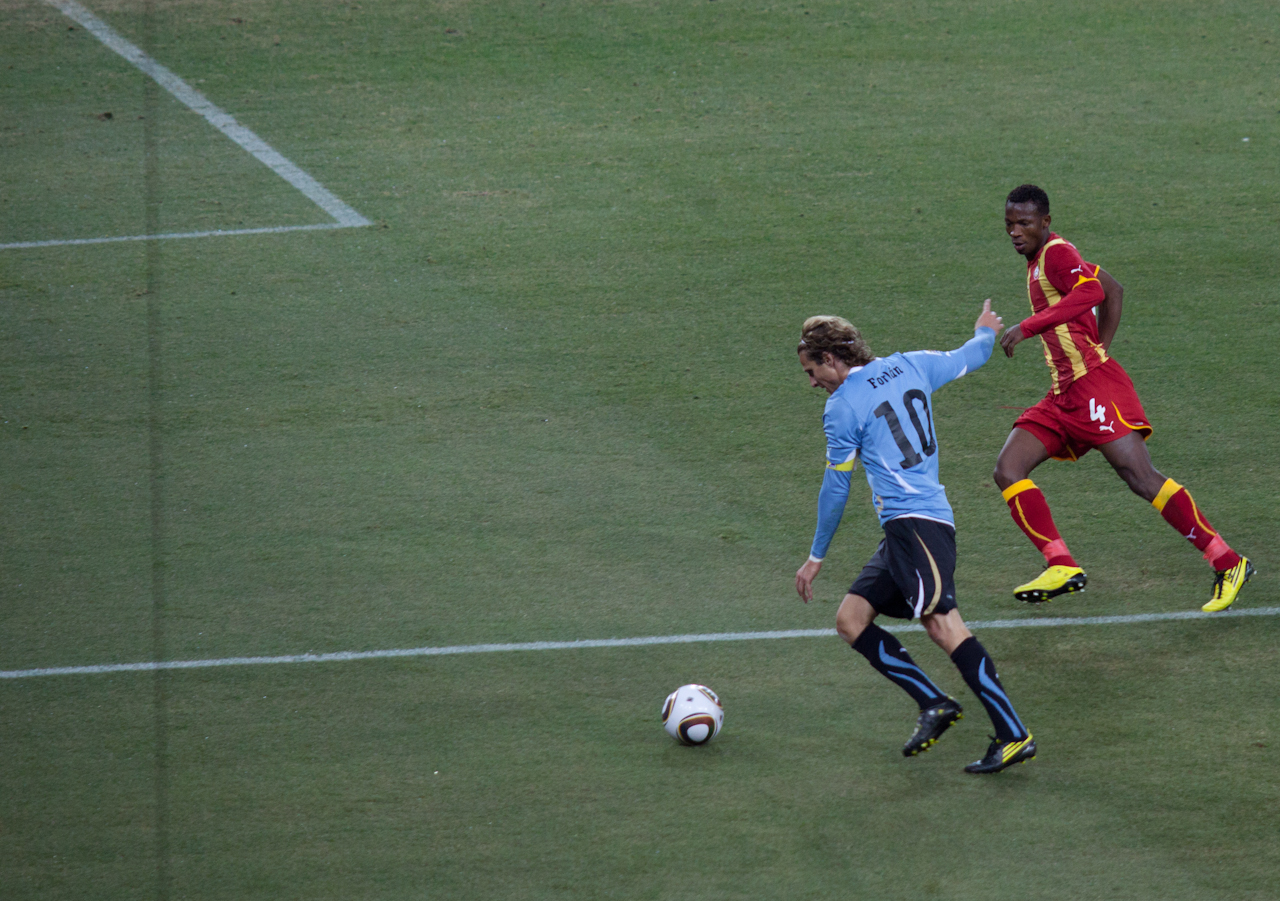
Forlan in azione nel quarto di finale del Mondiale 2010 contro il

Il 17 giugno 2008 Forlán ha segnato una tripletta in una partita di qualificazione ai mondiali contro il Perù. Il 29 maggio 2010 viene inserito da Tabarez nella lista dei 23 convocati per il Mondiale del 2010, dove decide di indossare la maglia numero 10. Gioca da titolare la prima gara del girone contro la Francia, che termina 0-0. Il 16 giugno, durante la seconda partita del girone contro i padroni di casa del Sudafrica, Forlán apre le marcature con un tiro di sinistro dalla lunga distanza e poi raddoppia su calcio di rigore. La gara si concluderà con un netto 3-0. Nella terza gara del girone (in cui Forlán gioca 90 minuti senza andare in gol), la Celeste vince per 1-0 contro il Messico, ipotecando la qualificazione grazie al primo posto. Gioca da titolare anche l'ottavo di finale, vinto contro la Corea del Sud. Il 2 luglio 2010, nel quarto di finale, Forlán segna su un gran gol da calcio di punizione, pareggiando il momentaneo vantaggio del Ghana con Muntari. La partita finisce 1-1 e ai rigori l'Uruguay ha la meglio, vincendo per 4-2: Il primo rigore è battuto e realizzato proprio da Forlán, che in questa gara, così come in semifinale, indossa la fascia di capitano. Nella semifinale del 6 luglio, contro i Paesi Bassi, Forlán segna di sinistro il gol del pareggio, nella partita che viene persa dall'Uruguay per 3-2; i sudamericani devono dunque accontentarsi della finale per il terzo posto. In Sudafrica Forlán diviene il primo giocatore dopo Lothar Matthäus nel 1990 a segnare tre gol da fuori area di rigore in un Mondiale. Nella finalina del 10 luglio contro la Germania, Forlán segna per l'ultima volta nel torneo, con un tiro al volo ben eseguito dal limite dell'area, su passaggio di Arévalo Ríos. Questa rete viene decretata dalla FIFA il gol più bello del Mondiale. Forlán colpisce poi la traversa allo scadere, mancando il gol che avrebbe dato all'Uruguay la possibilità di andare ai supplementari. La Germania vince quindi per 3-2 arrivando sul podio, mentre l'Uruguay arriva quarto. È stato eletto migliore giocatore del Mondiale, in cui ha segnato 5 reti (così come Wesley Sneijder, David Villa e Thomas Müller, riconosciuto capocannoniere in quanto autore di tre assist) in 7 gare. Forlán è stato inserito anche nell'All star team del campionato del mondo del 2010.

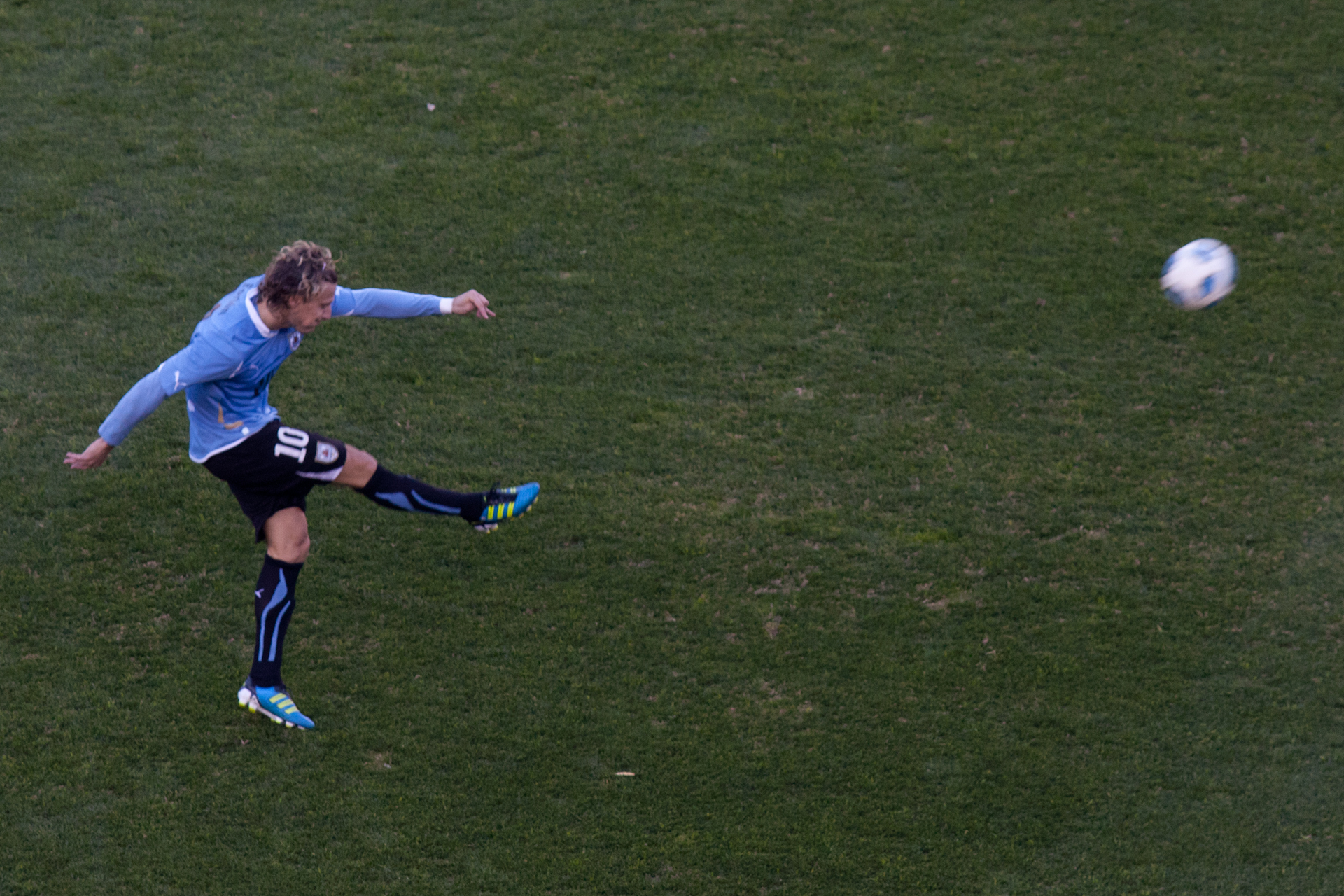
Forlán nella finale di Copa América 2011, nella quale sigla una doppietta

Il CT Tabárez lo inserisce nella lista dei 23 giocatori che prenderanno parte alla Coppa America 2011, che si giocherà in Argentina. Indosserà la maglia numero 10. Esordisce in Coppa il 4 luglio nella gara contro il Perù, terminata 1-1, che si disputa a San Juan. Nelle successive gare, Forlán gioca da titolare e l'Uruguay pareggia (con il medesimo risultato) contro il Cile e vince 1-0 contro il Messico: questi risultati consentono alla Celeste di passare ai quarti di finale. Nella gara contro i padroni di casa dell'Argentina, il 16 luglio a Santa Fe, l'Uruguay passa ai calci di rigore dopo l'1-1 nei tempi supplementari: Forlàn realizza il primo dei cinque rigori che consentono all'Uruguay di andare in semifinale. Nel turno successivo, il 19 luglio, l'Uruguay ritrova il Perù e vince 2-0 portandosi nella finalissima contro il Paraguay. Il 24 luglio, a Buenos Aires, nella finale Forlàn ha realizzato una doppietta contro il Paraguay nella vittoria per 3-0. Anche il padre e il nonno di Forlán sono stati campioni sudamericani con l'Uruguay nel corso di un periodo che abbraccia i 95 anni del più antico torneo attivo del mondo.
L'11 ottobre successivo, sempre contro i paraguaiani, realizza la 32ª rete in Nazionale superando il primato di Héctor Scarone (fermo a quota 31): nel corso della gara rimedia uno stiramento che lo tiene fuori dai campi per due mesi.

##### 2013-2014
Il 4 giugno 2013 viene selezionato tra i 23 giocatori facenti parte della squadra che disputerà la Confederations Cup 2013, che si svolge in Brasile. Fa il suo esordio il 16 giugno, subentrando nel secondo tempo, nella gara d'esordio persa 2-1 contro la Spagna. Nella seconda gara, nel match in cui raggiunge 100 presenze, realizza il gol del 2-1 decisivo contro la Nigeria. Dopo aver saltato l'ultima gara del girone, disputa la semifinale persa 2-1 contro il Brasile, in cui al 14º del primo tempo si fa parare un rigore dal portiere brasiliano Júlio César. Nella finale del terzo e quarto posto contro l'Italia, al termine dei supplementari, sbaglia il primo dei calci di rigore parato da Buffon. Conclude la Confederations Cup con 4 presenze ed un solo gol.

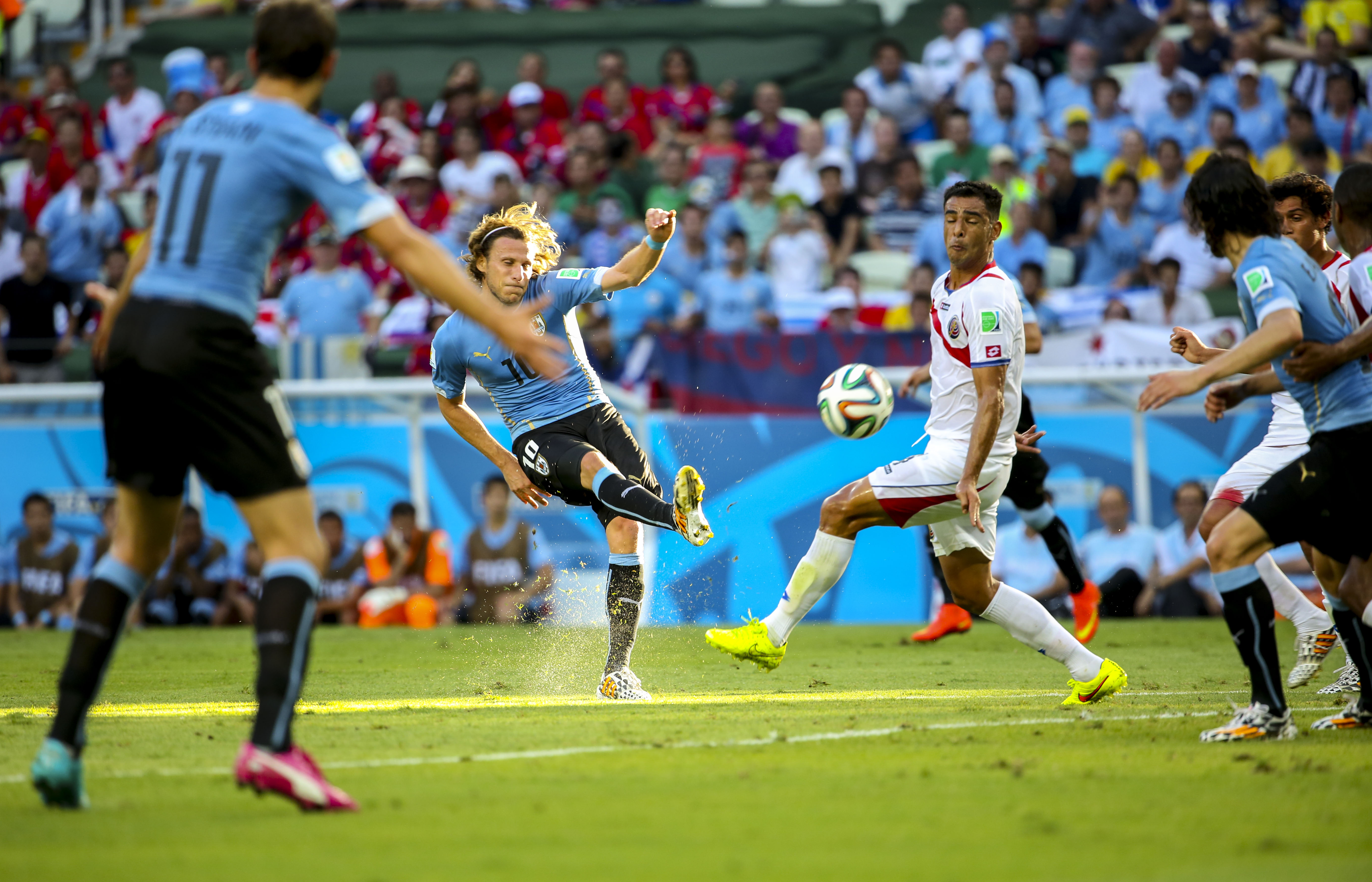
Forlán calcia in porta nella prima gara del Mondiale 2014, contro la.

Viene convocato un anno dopo per i Mondiali 2014 che si svolgono in Brasile: il 31 maggio infatti, Tabárez lo inserisce nella lista definitiva e decide di indossare ancora il numero 10. Forlán gioca la prima gara del girone da titolare, contro la Costa Rica per l'assenza, per infortunio, dell'attaccante Suarez. In questa gara da una sua punizione, nasce il calcio di rigore per una trattenuta su Lugano. Dopo essere rimasto in panchina nelle due gare restanti del girone (vittoria dell'Uruguay 2-1 contro l'Inghilterra e vittoria 1-0 contro l'Italia), ritrova il posto da titolare agli ottavi di finale contro la Colombia, causa la squalifica di Luis Suárez. Il mondiale dell'Uruguay termina proprio agli ottavi, con Forlán che gioca solo 2 gare, senza però trovare il gol.
Nel marzo 2015 annuncia il ritiro dalla nazionale. Lascia la Celeste dopo 12 anni di militanza (dal 2002 al 2014) con il maggior numero di presenze (112) e il secondo maggior numero di reti (36). Ha partecipato, inoltre, a tre edizioni del Mondiale (2002, 2010 e 2014) e tre della Copa América (2004, 2007 e 2011) oltre alla Confederations Cup nel 2013.

### Allenatore
Il 20 dicembre 2019 viene nominato come nuovo tecnico del Peñarol, facendo così ritorno nel club di Montevideo. Il 31 agosto seguente viene esonerato avendo messo insieme solo 4 vittorie, 3 pareggi e 4 sconfitte in 11 partite. Nel marzo del 2021 diventa il nuovo allenatore dell'Atenas.

## Statistiche

### Presenze e reti nei club
Tra club, nazionale maggiore e nazionali giovanili, Forlán ha giocato globalmente 817 partite e segnato 311 reti, alla media di 0,38 gol a partita.
Statistiche aggiornate al termine della carriera da calciatore.
| Stagione                 | Squadra                  | Campionato               | Campionato | Campionato | Coppe nazionali | Coppe nazionali | Coppe nazionali | Coppe continentali | Coppe continentali | Coppe continentali | Altre coppe | Altre coppe | Altre coppe | Totale | Totale |
| Stagione                 | Squadra                  | Comp                     | Pres       | Reti       | Comp            | Pres            | Reti            | Comp               | Pres               | Reti               | Comp        | Pres        | Reti        | Pres   | Reti   |
| ------------------------ | ------------------------ | ------------------------ | ---------- | ---------- | --------------- | --------------- | --------------- | ------------------ | ------------------ | ------------------ | ----------- | ----------- | ----------- | ------ | ------ |
| 1998-1999                | Independiente            | PD                       | 2          | 0          | -               | -               | -               | CM                 | 0                  | 0                  | -           | -           | -           | 2      | 0      |
| 1999-2000                | Independiente            | PD                       | 24         | 7          | -               | -               | -               | CM                 | 0                  | 0                  | -           | -           | -           | 24     | 7      |
| 2000-2001                | Independiente            | PD                       | 36         | 18         | -               | -               | -               | CM                 | 6                  | 2                  | -           | -           | -           | 42     | 20     |
| 2001 -gen.2002           | Independiente            | PD                       | 18         | 12         | -               | -               | -               | CM                 | 5                  | 1                  | -           | -           | -           | 23     | 13     |
| Totale Independiente     | Totale Independiente     | Totale Independiente     | 80         | 37         |                 | -               | -               |                    | 11                 | 3                  |             | -           | -           | 91     | 40     |
| gen.-giu. 2002           | Manchester United        | PL                       | 13         | 0          | FACup+CdL       | 0               | 0               | UCL                | 5                  | 0                  | -           | -           | -           | 18     | 0      |
| 2002-2003                | Manchester United        | PL                       | 25         | 6          | FACup+CdL       | 2+5             | 0+2             | UCL                | 13                 | 1                  | -           | -           | -           | 45     | 9      |
| 2003-2004                | Manchester United        | PL                       | 24         | 4          | FACup+CdL       | 2+1             | 1+1             | UCL                | 4                  | 2                  | CS          | 1           | 0           | 32     | 8      |
| ago. 2004                | Manchester United        | PL                       | 1          | 0          | FACup+CdL       | 0               | 0               | UCL                | 1                  | 0                  | CS          | 1           | 0           | 3      | 0      |
| Totale Manchester United | Totale Manchester United | Totale Manchester United | 63         | 10         |                 | 10              | 4               |                    | 23                 | 3                  |             | 2           | 0           | 98     | 17     |
| 2004-2005                | Villarreal               | PD                       | 38         | 25         | CR              | 1               | 0               | CU                 | 0                  | 0                  | -           | -           | -           | 39     | 25     |
| 2005-2006                | Villarreal               | PD                       | 32         | 10         | CR              | 2               | 0               | UCL                | 13                 | 3                  | -           | -           | -           | 47     | 13     |
| 2006-2007                | Villarreal               | PD                       | 36         | 19         | CR              | 4               | 1               | Int                | 2                  | 1                  | -           | -           | -           | 42     | 21     |
| Totale Villarreal        | Totale Villarreal        | Totale Villarreal        | 106        | 54         |                 | 7               | 1               |                    | 15                 | 4                  |             | -           | -           | 128    | 59     |
| 2007-2008                | Atlético Madrid          | PD                       | 36         | 16         | CR              | 6               | 1               | Int+CU             | 1+10               | 1+5                | -           | -           | -           | 53     | 23     |
| 2008-2009                | Atlético Madrid          | PD                       | 33         | 32         | CR              | 3               | 1               | UCL                | 9                  | 2                  | -           | -           | -           | 45     | 35     |
| 2009-2010                | Atlético Madrid          | PD                       | 33         | 18         | CR              | 6               | 3               | UCL+UEL            | 8+9                | 1+6                | -           | -           | -           | 56     | 28     |
| 2010-2011                | Atlético Madrid          | PD                       | 32         | 8          | CR              | 3               | 1               | UEL                | 6                  | 1                  | SU          | 1           | 0           | 42     | 10     |
| ago. 2011                | Atlético Madrid          | PD                       | 0          | 0          | CR              | 0               | 0               | UEL                | 2                  | 0                  | -           | -           | -           | 2      | 0      |
| Totale Atlético Madrid   | Totale Atlético Madrid   | Totale Atlético Madrid   | 134        | 74         |                 | 18              | 6               |                    | 45                 | 16                 |             | 1           | 0           | 198    | 96     |
| 2011-2012                | Inter                    | A                        | 18         | 2          | CI              | 0               | 0               | UCL                | 2                  | 0                  | SI          | -           | -           | 20     | 2      |
| lug.-dic. 2012           | Internacional            | PD/RS+A                  | 0+19       | 0+5        | -               | -               | -               | -                  | -                  | -                  | -           | -           | -           | 19     | 5      |
| 2013                     | Internacional            | PD/RS+A                  | 13+15      | 9+5        | CB              | 8               | 3               | -                  | -                  | -                  | CG          | 0           | 0           | 36     | 17     |
| Totale Internacional     | Totale Internacional     | Totale Internacional     | 13+34      | 9+10       |                 | 8               | 3               |                    | -                  | -                  |             | -           | -           | 55     | 22     |
| 2014                     | Cerezo Osaka             | J1                       | 26         | 7          | JLC+EMC         | 1+2             | 0               | ACL                | 6                  | 2                  | -           | -           | -           | 35     | 9      |
| gen. -giu.2015           | Cerezo Osaka             | J2                       | 16         | 10         | EMC             | 0               | 0               | -                  | -                  | -                  | -           | -           | -           | 16     | 10     |
| Totale Cerezo Osaka      | Totale Cerezo Osaka      | Totale Cerezo Osaka      | 42         | 17         |                 | 3               | 0               |                    | 6                  | 2                  |             | -           | -           | 51     | 19     |
| 2015-2016                | Peñarol                  | PD                       | 30+1       | 8+0        | -               | -               | -               | CL                 | 3                  | 0                  | -           | -           | -           | 34     | 8      |
| 2016                     | Mumbai City              | ISL                      | 11+1       | 5+0        | -               | -               | -               | -                  | -                  | -                  | -           | -           | -           | 12     | 5      |
| gen.-giu. 2018           | Kitchee                  | HKPL                     | 7          | 5          | HKC             | 2               | 1               | ACL                | 5                  | 0                  | -           | -           | -           | 14     | 6      |
| Totale carriera          | Totale carriera          | Totale carriera          | 540        | 231        |                 | 48              | 15              |                    | 110                | 28                 |             | 3           | 0           | 701    | 274    |

### Cronologia presenze e reti in nazionale
| Cronologia completa delle presenze e delle reti in nazionale ― Uruguay | Cronologia completa delle presenze e delle reti in nazionale ― Uruguay | Cronologia completa delle presenze e delle reti in nazionale ― Uruguay | Cronologia completa delle presenze e delle reti in nazionale ― Uruguay | Cronologia completa delle presenze e delle reti in nazionale ― Uruguay | Cronologia completa delle presenze e delle reti in nazionale ― Uruguay | Cronologia completa delle presenze e delle reti in nazionale ― Uruguay | Cronologia completa delle presenze e delle reti in nazionale ― Uruguay |
| Data                                                                   | Città                                                                  | In casa                                                                | Risultato                                                              | Ospiti                                                                 | Competizione                                                           | Reti                                                                   | Note                                                                   |
| ---------------------------------------------------------------------- | ---------------------------------------------------------------------- | ---------------------------------------------------------------------- | ---------------------------------------------------------------------- | ---------------------------------------------------------------------- | ---------------------------------------------------------------------- | ---------------------------------------------------------------------- | ---------------------------------------------------------------------- |
| 27-3-2002                                                              | Dammam                                                                 | Arabia Saudita                                                         | 3 – 2                                                                  | Uruguay                                                                | Amichevole                                                             | 1                                                                      | 60’                                                                    |
| 17-4-2002                                                              | Milano                                                                 | Italia                                                                 | 1 – 1                                                                  | Uruguay                                                                | Amichevole                                                             | -                                                                      | 73’                                                                    |
| 16-5-2002                                                              | Shenyang                                                               | Cina                                                                   | 0 – 2                                                                  | Uruguay                                                                | Amichevole                                                             | -                                                                      | 57’                                                                    |
| 21-5-2002                                                              | Singapore                                                              | Singapore                                                              | 0 – 2                                                                  | Uruguay                                                                | Amichevole                                                             | -                                                                      | 68’                                                                    |
| 11-6-2002                                                              | Suwon                                                                  | Senegal                                                                | 3 – 3                                                                  | Uruguay                                                                | Mondiali 2002 - 1º turno                                               | 1                                                                      | 46’                                                                    |
| 28-3-2003                                                              | Tokyo                                                                  | Giappone                                                               | 2 – 2                                                                  | Uruguay                                                                | Amichevole                                                             | 1                                                                      | 54’ 83’                                                                |
| 8-6-2003                                                               | Seul                                                                   | Corea del Sud                                                          | 0 – 2                                                                  | Uruguay                                                                | Amichevole                                                             | -                                                                      | 46’                                                                    |
| 20-8-2003                                                              | Firenze                                                                | Argentina                                                              | 3 – 2                                                                  | Uruguay                                                                | Amichevole                                                             | 1                                                                      | 69’                                                                    |
| 7-9-2003                                                               | Montevideo                                                             | Uruguay                                                                | 5 – 0                                                                  | Bolivia                                                                | Qual. Mondiali 2006                                                    | 1                                                                      | 76’                                                                    |
| 10-9-2003                                                              | Asunción                                                               | Paraguay                                                               | 4 – 1                                                                  | Uruguay                                                                | Qual. Mondiali 2006                                                    | -                                                                      |                                                                        |
| 15-11-2003                                                             | Montevideo                                                             | Uruguay                                                                | 2 – 1                                                                  | Cile                                                                   | Qual. Mondiali 2006                                                    | -                                                                      | 45’ 46’                                                                |
| 19-11-2003                                                             | Curitiba                                                               | Brasile                                                                | 3 – 3                                                                  | Uruguay                                                                | Qual. Mondiali 2006                                                    | 2                                                                      |                                                                        |
| 18-2-2004                                                              | Kingston                                                               | Giamaica                                                               | 2 – 0                                                                  | Uruguay                                                                | Amichevole                                                             | -                                                                      | 46’                                                                    |
| 31-3-2004                                                              | Montevideo                                                             | Uruguay                                                                | 0 – 3                                                                  | Venezuela                                                              | Qual. Mondiali 2006                                                    | -                                                                      | 72’                                                                    |
| 1-6-2004                                                               | Montevideo                                                             | Uruguay                                                                | 1 – 3                                                                  | Perù                                                                   | Qual. Mondiali 2006                                                    | 1                                                                      | 46’                                                                    |
| 6-6-2004                                                               | Barranquilla                                                           | Colombia                                                               | 5 – 0                                                                  | Uruguay                                                                | Qual. Mondiali 2006                                                    | -                                                                      | 46’                                                                    |
| 7-7-2004                                                               | Chiclayo                                                               | Messico                                                                | 2 – 2                                                                  | Uruguay                                                                | Coppa America 2004 - 1º turno                                          | -                                                                      | 73’                                                                    |
| 10-7-2004                                                              | Chiclayo                                                               | Uruguay                                                                | 2 – 1                                                                  | Ecuador                                                                | Coppa America 2004 - 1º turno                                          | 1                                                                      | 67’                                                                    |
| 13-7-2004                                                              | Piura                                                                  | Argentina                                                              | 4 – 1                                                                  | Uruguay                                                                | Coppa America 2004 - 1º turno                                          | -                                                                      |                                                                        |
| 18-7-2004                                                              | Tacna                                                                  | Paraguay                                                               | 1 – 3                                                                  | Uruguay                                                                | Coppa America 2004 - Quarti di finale                                  | -                                                                      | 69’                                                                    |
| 21-7-2004                                                              | Lima                                                                   | Brasile                                                                | 1 – 1 dts (5 – 3 dtr)                                                  | Uruguay                                                                | Coppa America 2004 - Semifinale                                        | -                                                                      | 62’                                                                    |
| 24-7-2004                                                              | Cusco                                                                  | Colombia                                                               | 1 – 2                                                                  | Uruguay                                                                | Coppa America 2004 - Finale 3º posto                                   | -                                                                      | 75’                                                                    |
| 9-10-2004                                                              | Buenos Aires                                                           | Argentina                                                              | 4 – 2                                                                  | Uruguay                                                                | Qual. Mondiali 2006                                                    | -                                                                      | 55’                                                                    |
| 26-3-2005                                                              | Santiago                                                               | Cile                                                                   | 1 – 1                                                                  | Uruguay                                                                | Qual. Mondiali 2006                                                    | -                                                                      |                                                                        |
| 30-3-2005                                                              | Montevideo                                                             | Uruguay                                                                | 1 – 1                                                                  | Brasile                                                                | Qual. Mondiali 2006                                                    | 1                                                                      |                                                                        |
| 4-6-2005                                                               | Maracaibo                                                              | Venezuela                                                              | 1 – 1                                                                  | Uruguay                                                                | Qual. Mondiali 2006                                                    | 1                                                                      | 84’                                                                    |
| 7-6-2005                                                               | Lima                                                                   | Perù                                                                   | 0 – 0                                                                  | Uruguay                                                                | Qual. Mondiali 2006                                                    | -                                                                      |                                                                        |
| 17-8-2005                                                              | Gijón                                                                  | Spagna                                                                 | 2 – 0                                                                  | Uruguay                                                                | Amichevole                                                             | -                                                                      | 67’                                                                    |
| 4-9-2005                                                               | Montevideo                                                             | Uruguay                                                                | 3 – 2                                                                  | Colombia                                                               | Qual. Mondiali 2006                                                    | -                                                                      |                                                                        |
| 8-10-2005                                                              | Quito                                                                  | Ecuador                                                                | 0 – 0                                                                  | Uruguay                                                                | Qual. Mondiali 2006                                                    | -                                                                      | 82’                                                                    |
| 11-10-2005                                                             | Montevideo                                                             | Uruguay                                                                | 1 – 0                                                                  | Argentina                                                              | Qual. Mondiali 2006                                                    | -                                                                      | 89’                                                                    |
| 12-11-2005                                                             | Montevideo                                                             | Uruguay                                                                | 1 – 0                                                                  | Australia                                                              | Qual. Mondiali 2006                                                    | -                                                                      | 19’                                                                    |
| 1-3-2006                                                               | Liverpool                                                              | Inghilterra                                                            | 2 – 1                                                                  | Uruguay                                                                | Amichevole                                                             | -                                                                      | 83’ 85’                                                                |
| 16-8-2006                                                              | Alessandria                                                            | Egitto                                                                 | 0 – 2                                                                  | Uruguay                                                                | Amichevole                                                             | -                                                                      | 76’                                                                    |
| 15-11-2006                                                             | Tbilisi                                                                | Georgia                                                                | 2 – 0                                                                  | Uruguay                                                                | Amichevole                                                             | -                                                                      |                                                                        |
| 2-6-2007                                                               | Sydney                                                                 | Australia                                                              | 1 – 2                                                                  | Uruguay                                                                | Amichevole                                                             | 1                                                                      | 87’                                                                    |
| 26-6-2007                                                              | Mérida                                                                 | Uruguay                                                                | 0 – 3                                                                  | Perù                                                                   | Coppa America 2007 - 1º turno                                          | -                                                                      |                                                                        |
| 30-6-2007                                                              | San Cristóbal                                                          | Uruguay                                                                | 1 – 0                                                                  | Bolivia                                                                | Coppa America 2007 - 1º turno                                          | -                                                                      | 82’                                                                    |
| 3-7-2007                                                               | Mérida                                                                 | Venezuela                                                              | 0 – 0                                                                  | Uruguay                                                                | Coppa America 2007 - 1º turno                                          | -                                                                      | 79’                                                                    |
| 7-7-2007                                                               | San Cristóbal                                                          | Venezuela                                                              | 1 – 4                                                                  | Uruguay                                                                | Coppa America 2007 - Quarti di finale                                  | 2                                                                      | 67’                                                                    |
| 10-7-2007                                                              | Maracaibo                                                              | Uruguay                                                                | 2 – 2 dts (4 – 5 dtr)                                                  | Brasile                                                                | Coppa America 2007 - Semifinale                                        | 1                                                                      |                                                                        |
| 14-7-2007                                                              | Caracas                                                                | Uruguay                                                                | 1 – 3                                                                  | Messico                                                                | Coppa America 2007 - Finale 3º Posto                                   | -                                                                      | 26’ 74’                                                                |
| 13-10-2007                                                             | Montevideo                                                             | Uruguay                                                                | 5 – 0                                                                  | Bolivia                                                                | Qual. Mondiali 2010                                                    | 1                                                                      | 64’                                                                    |
| 17-10-2007                                                             | Asunción                                                               | Paraguay                                                               | 1 – 0                                                                  | Uruguay                                                                | Qual. Mondiali 2010                                                    | -                                                                      |                                                                        |
| 6-2-2008                                                               | Montevideo                                                             | Uruguay                                                                | 2 – 2                                                                  | Colombia                                                               | Amichevole                                                             | -                                                                      | 74’                                                                    |
| 28-5-2008                                                              | Oslo                                                                   | Norvegia                                                               | 2 – 2                                                                  | Uruguay                                                                | Amichevole                                                             | -                                                                      | 80’                                                                    |
| 14-6-2008                                                              | Montevideo                                                             | Uruguay                                                                | 1 – 1                                                                  | Venezuela                                                              | Qual. Mondiali 2010                                                    | -                                                                      | 64’                                                                    |
| 17-6-2008                                                              | Montevideo                                                             | Uruguay                                                                | 6 – 0                                                                  | Perù                                                                   | Qual. Mondiali 2010                                                    | 3                                                                      |                                                                        |
| 6-9-2008                                                               | Bogotà                                                                 | Colombia                                                               | 0 – 1                                                                  | Uruguay                                                                | Qual. Mondiali 2010                                                    | -                                                                      |                                                                        |
| 10-9-2008                                                              | Montevideo                                                             | Uruguay                                                                | 0 – 0                                                                  | Ecuador                                                                | Qual. Mondiali 2010                                                    | -                                                                      |                                                                        |
| 19-11-2008                                                             | Saint-Denis                                                            | Francia                                                                | 0 – 0                                                                  | Uruguay                                                                | Amichevole                                                             | -                                                                      | 47’                                                                    |
| 28-3-2009                                                              | Montevideo                                                             | Uruguay                                                                | 2 – 0                                                                  | Paraguay                                                               | Qual. Mondiali 2010                                                    | 1                                                                      | 79’                                                                    |
| 1-4-2009                                                               | Santiago                                                               | Cile                                                                   | 0 – 0                                                                  | Uruguay                                                                | Qual. Mondiali 2010                                                    | -                                                                      | 66’                                                                    |
| 6-6-2009                                                               | Montevideo                                                             | Uruguay                                                                | 0 – 4                                                                  | Brasile                                                                | Qual. Mondiali 2010                                                    | -                                                                      |                                                                        |
| 10-6-2009                                                              | Puerto Ordaz                                                           | Venezuela                                                              | 2 – 2                                                                  | Uruguay                                                                | Qual. Mondiali 2010                                                    | 1                                                                      | 90+3’                                                                  |
| 9-9-2009                                                               | Montevideo                                                             | Uruguay                                                                | 3 – 1                                                                  | Colombia                                                               | Qual. Mondiali 2010                                                    | -                                                                      | cap.                                                                   |
| 10-10-2009                                                             | Quito                                                                  | Ecuador                                                                | 1 – 2                                                                  | Uruguay                                                                | Qual. Mondiali 2010                                                    | 1                                                                      |                                                                        |
| 14-10-2009                                                             | Montevideo                                                             | Uruguay                                                                | 0 – 1                                                                  | Argentina                                                              | Qual. Mondiali 2010                                                    | -                                                                      |                                                                        |
| 14-11-2009                                                             | San José                                                               | Costa Rica                                                             | 0 – 1                                                                  | Uruguay                                                                | Qual. Mondiali 2010                                                    | -                                                                      |                                                                        |
| 18-11-2009                                                             | Montevideo                                                             | Uruguay                                                                | 1 – 1                                                                  | Costa Rica                                                             | Qual. Mondiali 2010                                                    | -                                                                      |                                                                        |
| 3-3-2010                                                               | San Gallo                                                              | Svizzera                                                               | 1 – 3                                                                  | Uruguay                                                                | Amichevole                                                             | 1                                                                      | cap. 46’                                                               |
| 26-5-2010                                                              | Montevideo                                                             | Uruguay                                                                | 4 – 1                                                                  | Israele                                                                | Amichevole                                                             | 1                                                                      | 46’                                                                    |
| 11-6-2010                                                              | Città del Capo                                                         | Uruguay                                                                | 0 – 0                                                                  | Francia                                                                | Mondiali 2010 - 1º turno                                               | -                                                                      |                                                                        |
| 16-6-2010                                                              | Pretoria                                                               | Sudafrica                                                              | 0 – 3                                                                  | Uruguay                                                                | Mondiali 2010 - 1º turno                                               | 2                                                                      |                                                                        |
| 22-6-2010                                                              | Rustenburg                                                             | Messico                                                                | 0 – 1                                                                  | Uruguay                                                                | Mondiali 2010 - 1º turno                                               | -                                                                      |                                                                        |
| 26-6-2010                                                              | Port Elizabeth                                                         | Uruguay                                                                | 2 – 1                                                                  | Corea del Sud                                                          | Mondiali 2010 - Ottavi di finale                                       | -                                                                      |                                                                        |
| 2-7-2010                                                               | Johannesburg                                                           | Uruguay                                                                | 1 – 1 dts (4 – 2 dtr)                                                  | Ghana                                                                  | Mondiali 2010 - Quarti di finale                                       | 1                                                                      |                                                                        |
| 6-7-2010                                                               | Città del Capo                                                         | Uruguay                                                                | 2 – 3                                                                  | Paesi Bassi                                                            | Mondiali 2010 - Semifinale                                             | 1                                                                      | cap. 84’                                                               |
| 10-7-2010                                                              | Port Elizabeth                                                         | Uruguay                                                                | 2 – 3                                                                  | Germania                                                               | Mondiali 2010 - Finale 3º posto                                        | 1                                                                      | [ 115 ]                                                                |
| 12-10-2010                                                             | Wuhan                                                                  | Cina                                                                   | 0 – 4                                                                  | Uruguay                                                                | Amichevole                                                             | -                                                                      | 64’                                                                    |
| 17-11-2010                                                             | Santiago                                                               | Cile                                                                   | 2 – 0                                                                  | Uruguay                                                                | Amichevole                                                             | -                                                                      | 78’                                                                    |
| 25-3-2011                                                              | Tallinn                                                                | Estonia                                                                | 2 – 0                                                                  | Uruguay                                                                | Amichevole                                                             | -                                                                      |                                                                        |
| 29-3-2011                                                              | Dublino                                                                | Irlanda                                                                | 2 – 3                                                                  | Uruguay                                                                | Amichevole                                                             | -                                                                      |                                                                        |
| 29-5-2011                                                              | Sinsheim                                                               | Germania                                                               | 2 – 1                                                                  | Uruguay                                                                | Amichevole                                                             | -                                                                      |                                                                        |
| 8-6-2011                                                               | Montevideo                                                             | Uruguay                                                                | 1 – 1 (4 – 3 dtr)                                                      | Paesi Bassi                                                            | Amichevole                                                             | -                                                                      | 77’                                                                    |
| 23-6-2011                                                              | Rivera                                                                 | Uruguay                                                                | 3 – 0                                                                  | Estonia                                                                | Amichevole                                                             | -                                                                      | 82’                                                                    |
| 4-7-2011                                                               | San Juan                                                               | Uruguay                                                                | 1 – 1                                                                  | Perù                                                                   | Coppa America 2011 - 1º turno                                          | -                                                                      |                                                                        |
| 8-7-2011                                                               | Mendoza                                                                | Uruguay                                                                | 1 – 1                                                                  | Cile                                                                   | Coppa America 2011 - 1º turno                                          | -                                                                      |                                                                        |
| 12-7-2011                                                              | La Plata                                                               | Uruguay                                                                | 1 – 0                                                                  | Messico                                                                | Coppa America 2011 - 1º turno                                          | -                                                                      | 90’                                                                    |
| 16-7-2011                                                              | Santa Fe                                                               | Argentina                                                              | 1 – 1 dts (4 – 5 dtr)                                                  | Uruguay                                                                | Coppa America 2011 - Quarti di finale                                  | -                                                                      |                                                                        |
| 19-7-2011                                                              | La Plata                                                               | Perù                                                                   | 0 – 2                                                                  | Uruguay                                                                | Coppa America 2011 - Semifinale                                        | -                                                                      |                                                                        |
| 24-7-2011                                                              | Buenos Aires                                                           | Uruguay                                                                | 3 – 0                                                                  | Paraguay                                                               | Coppa America 2011 - Finale                                            | 2                                                                      | [ 116 ]                                                                |
| 7-10-2011                                                              | Montevideo                                                             | Uruguay                                                                | 4 – 2                                                                  | Bolivia                                                                | Qual. Mondiali 2014                                                    | -                                                                      |                                                                        |
| 11-10-2011                                                             | Asunción                                                               | Paraguay                                                               | 1 – 1                                                                  | Uruguay                                                                | Qual. Mondiali 2014                                                    | 1                                                                      | 83’                                                                    |
| 29-2-2012                                                              | Bucarest                                                               | Romania                                                                | 1 – 1                                                                  | Uruguay                                                                | Amichevole                                                             | -                                                                      |                                                                        |
| 25-5-2012                                                              | Mosca                                                                  | Russia                                                                 | 1 – 1                                                                  | Uruguay                                                                | Amichevole                                                             | -                                                                      |                                                                        |
| 2-6-2012                                                               | Montevideo                                                             | Uruguay                                                                | 1 – 1                                                                  | Venezuela                                                              | Qual. Mondiali 2014                                                    | 1                                                                      | 88’                                                                    |
| 10-6-2012                                                              | Montevideo                                                             | Uruguay                                                                | 4 – 2                                                                  | Perù                                                                   | Qual. Mondiali 2014                                                    | -                                                                      | cap. 61’                                                               |
| 15-8-2012                                                              | Le Havre                                                               | Francia                                                                | 0 – 0                                                                  | Uruguay                                                                | Amichevole                                                             | -                                                                      | 89’                                                                    |
| 7-9-2012                                                               | Barranquilla                                                           | Colombia                                                               | 4 – 0                                                                  | Uruguay                                                                | Qual. Mondiali 2014                                                    | -                                                                      |                                                                        |
| 11-9-2012                                                              | Montevideo                                                             | Uruguay                                                                | 1 – 1                                                                  | Ecuador                                                                | Qual. Mondiali 2014                                                    | -                                                                      |                                                                        |
| 12-10-2012                                                             | Mendoza                                                                | Argentina                                                              | 3 – 0                                                                  | Uruguay                                                                | Qual. Mondiali 2014                                                    | -                                                                      |                                                                        |
| 16-10-2012                                                             | La Paz                                                                 | Bolivia                                                                | 4 – 1                                                                  | Uruguay                                                                | Qual. Mondiali 2014                                                    | -                                                                      | cap. 66’                                                               |
| 6-2-2013                                                               | Doha                                                                   | Spagna                                                                 | 3 – 1                                                                  | Uruguay                                                                | Amichevole                                                             | -                                                                      | 69’                                                                    |
| 22-3-2013                                                              | Montevideo                                                             | Uruguay                                                                | 1 – 1                                                                  | Paraguay                                                               | Qual. Mondiali 2014                                                    | -                                                                      |                                                                        |
| 26-3-2013                                                              | Santiago                                                               | Cile                                                                   | 2 – 0                                                                  | Uruguay                                                                | Amichevole                                                             | -                                                                      | 70’                                                                    |
| 5-6-2013                                                               | Montevideo                                                             | Uruguay                                                                | 1 – 0                                                                  | Francia                                                                | Amichevole                                                             | -                                                                      | 46’                                                                    |
| 11-6-2013                                                              | Puerto Ordaz                                                           | Venezuela                                                              | 0 – 1                                                                  | Uruguay                                                                | Qual. Mondiali 2014                                                    | -                                                                      |                                                                        |
| 16-6-2013                                                              | Recife                                                                 | Spagna                                                                 | 2 – 1                                                                  | Uruguay                                                                | Conf. Cup 2013 - 1º turno                                              | -                                                                      | 69’                                                                    |
| 20-6-2013                                                              | Salvador                                                               | Nigeria                                                                | 1 – 2                                                                  | Uruguay                                                                | Conf. Cup 2013 - 1º turno                                              | 1                                                                      |                                                                        |
| 26-6-2013                                                              | Belo Horizonte                                                         | Brasile                                                                | 2 – 1                                                                  | Uruguay                                                                | Conf. Cup 2013 - Semifinale                                            | -                                                                      |                                                                        |
| 30-6-2013                                                              | Salvador                                                               | Uruguay                                                                | 2 – 2 dts (2 – 3 dtr)                                                  | Italia                                                                 | Conf. Cup 2013 - Finale 3º posto                                       | -                                                                      | [ 115 ]                                                                |
| 14-8-2013                                                              | Rifu                                                                   | Giappone                                                               | 2 – 4                                                                  | Uruguay                                                                | Amichevole                                                             | 2                                                                      |                                                                        |
| 6-9-2013                                                               | Lima                                                                   | Perù                                                                   | 1 – 2                                                                  | Uruguay                                                                | Qual. Mondiali 2014                                                    | -                                                                      | 25’                                                                    |
| 11-10-2013                                                             | Quito                                                                  | Ecuador                                                                | 1 – 0                                                                  | Uruguay                                                                | Qual. Mondiali 2014                                                    | -                                                                      | 65’                                                                    |
| 13-11-2013                                                             | Amman                                                                  | Giordania                                                              | 0 – 5                                                                  | Uruguay                                                                | Qual. Mondiali 2014                                                    | -                                                                      | 81’                                                                    |
| 20-11-2013                                                             | Montevideo                                                             | Uruguay                                                                | 0 – 0                                                                  | Giordania                                                              | Qual. Mondiali 2014                                                    | -                                                                      | 60’                                                                    |
| 5-3-2014                                                               | Klagenfurt                                                             | Austria                                                                | 1 – 1                                                                  | Uruguay                                                                | Amichevole                                                             | -                                                                      | 46’                                                                    |
| 30-5-2014                                                              | Montevideo                                                             | Uruguay                                                                | 1 – 0                                                                  | Irlanda del Nord                                                       | Amichevole                                                             | -                                                                      | 46’                                                                    |
| 4-6-2014                                                               | Montevideo                                                             | Uruguay                                                                | 2 – 0                                                                  | Slovenia                                                               | Amichevole                                                             | -                                                                      |                                                                        |
| 14-6-2014                                                              | Fortaleza                                                              | Uruguay                                                                | 1 – 3                                                                  | Costa Rica                                                             | Mondiali 2014 - 1º turno                                               | -                                                                      | 60’                                                                    |
| 28-6-2014                                                              | Rio de Janeiro                                                         | Colombia                                                               | 2 – 0                                                                  | Uruguay                                                                | Mondiali 2014 - Ottavi di finale                                       | -                                                                      | 53’                                                                    |
| Totale                                                                 |                                                                        | Presenze (7º posto)                                                    | 112                                                                    |                                                                        | Reti (3º posto)                                                        | 36                                                                     |                                                                        |

| Cronologia completa delle presenze e delle reti in nazionale (partite non ufficiali) ― Uruguay | Cronologia completa delle presenze e delle reti in nazionale (partite non ufficiali) ― Uruguay | Cronologia completa delle presenze e delle reti in nazionale (partite non ufficiali) ― Uruguay | Cronologia completa delle presenze e delle reti in nazionale (partite non ufficiali) ― Uruguay | Cronologia completa delle presenze e delle reti in nazionale (partite non ufficiali) ― Uruguay | Cronologia completa delle presenze e delle reti in nazionale (partite non ufficiali) ― Uruguay | Cronologia completa delle presenze e delle reti in nazionale (partite non ufficiali) ― Uruguay | Cronologia completa delle presenze e delle reti in nazionale (partite non ufficiali) ― Uruguay |
| Data                                                                                           | Città                                                                                          | In casa                                                                                        | Risultato                                                                                      | Ospiti                                                                                         | Competizione                                                                                   | Reti                                                                                           | Note                                                                                           |
| ---------------------------------------------------------------------------------------------- | ---------------------------------------------------------------------------------------------- | ---------------------------------------------------------------------------------------------- | ---------------------------------------------------------------------------------------------- | ---------------------------------------------------------------------------------------------- | ---------------------------------------------------------------------------------------------- | ---------------------------------------------------------------------------------------------- | ---------------------------------------------------------------------------------------------- |
| 12-6-2011                                                                                      | Colonia del Sacramento                                                                         | Uruguay                                                                                        | 5 – 0                                                                                          | Plaza Colonia                                                                                  | Amichevole                                                                                     | 1                                                                                              |                                                                                                |
| Totale                                                                                         |                                                                                                | Presenze                                                                                       | 1                                                                                              |                                                                                                | Reti                                                                                           | 1                                                                                              |                                                                                                |

### Statistiche da allenatore
Statistiche aggiornate al 31 agosto 2020.
| Stagione        | Squadra         | Campionato      | Campionato | Campionato | Campionato | Campionato | Coppe nazionali | Coppe nazionali | Coppe nazionali | Coppe nazionali | Coppe nazionali | Coppe continentali | Coppe continentali | Coppe continentali | Coppe continentali | Coppe continentali | Altre coppe | Altre coppe | Altre coppe | Altre coppe | Altre coppe | Totale | Totale | Totale | Totale | % Vittorie | Piazzamento |
| Stagione        | Squadra         | Comp            | G          | V          | N          | P          | Comp            | G               | V               | N               | P               | Comp               | G                  | V                  | N                  | P                  | Comp        | G           | V           | N           | P           | G      | V      | N      | P      | %          | Piazzamento |
| --------------- | --------------- | --------------- | ---------- | ---------- | ---------- | ---------- | --------------- | --------------- | --------------- | --------------- | --------------- | ------------------ | ------------------ | ------------------ | ------------------ | ------------------ | ----------- | ----------- | ----------- | ----------- | ----------- | ------ | ------ | ------ | ------ | ---------- | ----------- |
| 2020            | Peñarol         | PD              | 9          | 3          | 3          | 3          | -               | -               | -               | -               | -               | CL                 | 2                  | 1                  | 0                  | 1                  | -           | -           | -           | -           | -           | 11     | 4      | 3      | 4      | 36,36      | esonerato   |
| Totale carriera | Totale carriera | Totale carriera | 9          | 3          | 3          | 3          |                 | -               | -               | -               | -               |                    | 2                  | 1                  | 0                  | 1                  |             | -           | -           | -           | -           | 11     | 4      | 3      | 4      | 36,36      |             |

## Palmarès

### Giocatore

#### Club

##### Competizioni statali
- Campionato Gaúcho: 1

Internacional: 2013

##### Competizioni nazionali
- Campionato inglese: 1

Manchester United: 2002-2003
- Community Shield: 1

Manchester United: 2003
- Coppa d'Inghilterra: 1

Manchester United: 2003-2004

##### Competizioni internazionali
- UEFA Europa League: 1

Atletico Madrid: 2009-2010
- Supercoppa UEFA: 1

Atlético Madrid: 2010

#### Nazionale
- Coppa America: 1

Argentina 2011

#### Individuale
- Trofeo Pichichi: 2

2005 (25 gol), 2009 (32 gol)
- Scarpa d'oro: 2

2005, 2009
- Pallone d'oro dei Mondiali: 1

Sudafrica 2010
- All-Star Team dei mondiali: 1

Sudafrica 2010
- Capocannoniere del Campionato Gaúcho: 1

2013 (9 gol)